# Talma et Lekain
Pour les articles homonymes, voir Talma.

Œuvre de Jules Janin publiée en 1826, Talma et Lekain retrace le parcours en des termes fort élogieux, des célèbres acteurs français Lekain et Talma, peu de temps après la mort de ce dernier, lorsque l'auteur était encore sous le choc de l'événement.